# HMS Swordfish (1916)
HMS Swordfish byla experimentální diesel-elektrická ponorka Britského královského námořnictva. Rozestavěna byla roku 1914 a do služby byla přijata roku 1916. Zejména byla využita pro zkoušky turbínového pohonu. Získané zkušenosti byly využity u ponorek třídy K. V roce 1917 byla přestavěna na protiponorkovou hlídkovou loď. Roku 1922 byla prodána do šrotu.

## Stavba
Stavba ponorky Swordfish byla, po neúspěchu ponorky HMS Nautilus, dalším pokusem britské admirality o získání ponorky dosahující dvacetiuzlové rychlosti na hladině. Tentokrát byl vybrán návrh britské loděnice Scotts Shipbuilding and Engineering Company (Scotts) v Greenocku z roku 1912. Loděnice Scotts v oblasti ponorek úzce spolupracovala s italskou loděnicí FIAT-San Giorgio, takže využila upravený návrh italského ponorkového konstruktéra Cesare Laurentiho. Ponorka Swordfish byla objednána v srpnu 1913. Stavba byla zahájena v únoru 1914 v loděnici Scotts v Greenocku. Na vodu byla spuštěna 18. března 1916. Ještě nedokončená byla v dubnu 1916 přijata do služby a přejmenována na HMS S1.

## Konstrukce

Nákres ponorky Swordfish

Konstrukce využívala řešení ponorek typu Laurenti, například částečně dvouplášťový trup (na 75% jeho délky) s velkým množstvím vodotěsných přepážek. Výzbroj tvořily dva příďové 533mm torpédomety se zásobou dvou torpéd a čtyři 457mm torpédomety se zásobou osmi torpéd, umístěné po dvou na bocích trupu. Doplňovaly je dva 76mm kanóny. Kanóny se nacházely před a za velitelskou věží. V běžném provozu se nacházely pod vodotěsnými kryty. Pohonný systém tvořil jeden kotel Yarrow a dvě parní turbíny Parsons o výkonu 4000 hp pro plavbu na hladině. Spaliny odváděl jeden skládací komín. Jeho složení trvalo přibližně 1,5 minuty. Pod hladinou ponorku ponáhěly dva elektromotory o výkonu 1400 hp. Lodní šrouby byly dva. Nejvyšší rychlost dosahovala osmnáct uzlů na hladině a deset uzlů pod hladinou. Dosah byl 3000 námořních mil při rychlosti 8,5 uzlu na hladině. Operační hloubka ponoru byla 30 m.

## Služba

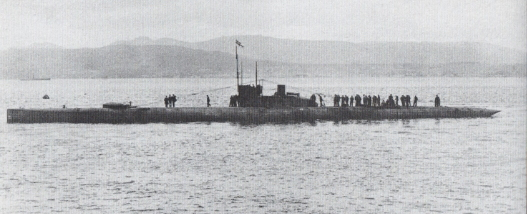
HMS Swordfish

Ponorka Swordfish byla formálně ve službě od dubna 1916, ale zcela dokončena byla až v červenci 1916. Poté strávila pět měsíců zkouškami, které mimo jiné prokázaly problémy se stabilitou. Po jejich skončení byla v lednu 1917 deaktivována. V červnu 1917 bylo rozhodnuto o přestavbě ponorky na hladinovou protiponorkovou hlídkovou loď. V červenci bylo plavidlu vráceno jméno Swordfish. Plavidlo bylo mimo jiné vybaveno horní palubou s velitelským můstkem a pevným komínem. Výzbroj představovaly dva 76mm kanóny a vrhače hlubinných pum. Upravené plavidlo se do služby vrátilo 10. srpna 1917.